# Тепич, Миленко
Миле́нко Те́пич (серб. Миленко Тепић; род. 27 февраля 1987, Нови-Сад) — югославский и сербский баскетболист. 

## Клубная карьера
Начал клубную карьеру в 2002 году. Поиграл во многих европейских клубах, включая «Панатинаикос», «Ритас», «Партизан» и ПАОК. В 2011-м стал победителем Евролиги в составе «Пао».
26 сентября 2011 года подписал двухлетний контракт с испанским клубом «Кахасоль».

## Сборная Сербии
Первое крупное выступление в мужской сборной Сербии — чемпионат Европы 2007 года в Испании. На чемпионате Европы 2009 года в Польше завоевал серебро.

## Достижения
- Чемпион Сербии: 2006/07, 2007/08, 2008/09, 2013/14
- Победитель Адриатической лиги: 2006/07, 2007/08
- Кубок Радивоя Корача: 2007/08, 2008/09
- Чемпионы Греции: 2009/10, 2010/11
- Чемпион Евролиги: 2011